# إدارة الرعاية المزمنة
تشمل إدارة الرعاية المزمنة الأنشطة الرقابية والتعليمية التي يقوم بها أخصائيو الرعاية الصحية لمساعدة المرضى الذين يعانون من أمراض مزمنة وحالات صحية مثل داء السكري وارتفاع ضغط الدم والذئبة الحمامية الجهازية والتصلب المتعدد وانقطاع التنفس أثناء النوم على تعلم فهم حالتهم وكيفية العيش معها بنجاح، يعادل هذا المصطلح إدارة الأمراض للحالات المزمنة ويتضمن العمل تحفيز المرضى على الاستمرار في العلاجات والتدخلات الضرورية ومساعدتهم على تحقيق نوعية حياة مستمرة ومعقولة.

## الرعاية المزمنة والنظام الطبي
من الناحية التاريخية لم يكن هناك تنسيق يذكر بين مختلف البيئات ومقدمي الرعاية الخاصة بالأمراض المزمنة وعلاجاتها، بالإضافة إلى ذلك فإن علاجات الأمراض المزمنة غالبًا ما تكون معقدة مما يجعل من الصعب على المرضى الامتثال لبروتوكولات العلاج.
عادةً ما تتطلب الرعاية الطبية الفعالة زيارات أطول إلى عيادة الطبيب مما هو شائع في الرعاية الحادة، علاوة على ذلك قد يختلف التدخل نفسه في علاج الأمراض المزمنة سواء كان تدخلًا طبيًا أو سلوكيًا، في الفعالية اعتمادًا على الوقت على الوقت الذي يقترح فيه التدخل في سياق المرض، إن تجزيء الرعاية يشكل خطرًا على المرضى المصابين بأمراض مزمنة لأن العديد من الأمراض المزمنة غالبا ما تتعايش وهي ظاهرة تعرف باسم تعدد الأمراض، قد تتطلب التدخلات الضرورية مدخلات من العديد من المتخصصين الذين قد لا يعملون عادةً معًا، لكي تكون فعالة فإنها تتطلب تنسيقًا وثيقًا ودقيقًا، أظهرت الأبحاث أن الرعاية المجزأة للغاية للمستفيدين من برنامج Medicare المصابين بأمراض مزمنة متعددة هم أكثر عرضة للوجود في غرف الطوارئ ويتم قبولهم للعلاج أكثر من غيرهم.
نتيجةً لذلك يمكن للمرضى الذين يعانون من حالات مزمنة أن يحققوا نتائج سيئة في نموذج الرعاية الحادة الحالي لتقديم الرعاية.
تاريخيًا فقد كان سداد التكالي يشكل تحديًا لخدمات تنسيق الرعاية؛ حيث بدأ برنامج Medicare مؤخرًا في دفع تكاليف الخدمات المتعلقة بإدارة الرعاية المزمنة، يدفع برنامج Medicare رسومًا شهرية للمرضى الذين يوافقون على العلاج لمدة 20 دقيقة على الأقل من خدمات الرعاية الصحية عن بُعد.

## إدارة الرعاية الشخصية المزمنة
إن المرضى الذين يعانون من الأمراض المزمنة دورًا مهمًا في إدارة حالاتهم حيث أنهم غالبًا ما يديرون العلاجات في الحياة اليومية، كما وأنهم يلعبون دورًا هامًا في مراقبة صحتهم والتغيرات في صحتهم من خلال ملاحظات الحياة اليومية (ODLs). قد تكون المعلومات الناتجة مفيدة في كل من الرعاية الذاتية والرعاية السريرية.

## الأهمية
بعض المشكلات المتعلقة بالأمراض المزمنة ليست طبية على وجه التحديد ولكنها تنطوي على تفاعلات المرضى مع عائلاتهم وأماكن عملهم، غالبًا ما تتطلب التدخلات من المرضى والعائلات إجراء تغييرات صعبة في نمط الحياة، يحتاج المرضى إلى أن يتم تثقيفهم حول أهمية فوائد العلاج والمخاطر الناجمة عن عدم اتباع نظام العلاج بشكل صحيح؛ كما ويجب أن يكون لديهم دافع للامتثال لأن العلاج عادةً ما يؤدي إلى تحسين الحالة وليس النتائج التي يرغب بها معظم المرضى - علاج، تساعد تدبير الرعاية المزمنة المرضى على مراقبة تقدمهم بشكل منهجي والتنسيق مع الخبراء لتحديد وحل أي مشكلة يواجهونها في علاجهم.
يبدو مما سبق أن أطباء الرعاية الأولية يعتنون بشكل أفضل بالأشخاص المصابين بأمراض مزمنة، نظرًا للطبيعة المتنوعة للمشاكل الصحية المزمنة والأدوار التي تؤديها البيئات النفسية الاجتماعية في مسارها فإن نموذج الرعاية البيولوجي البحت يكون غير كاف عادة، إن النموذج البيولوجي النفسي الاجتماعي للرعاية هو البديل المثالي.

## التاريخ
على الرغم من أن الرعاية الصحية الحادة قد ميزت جميع أنواع الرعاية الطبية حتى وقت قريب، فقد ظهرت عدة أنواع من الرعاية المدارة في العقود الماضية في محاولة لتحسين الرعاية وتقليل الاستخدام غير الضروري للخدمات والسيطرة على التكاليف المتزايدة، على الرغم من الوعد الأولي فإن الرعاية المُدارة لم تحقق رعاية منسقة حقًا ويبدو أنها تشدد في عملها الفعلي على أهدافها المالية، علاوة على ذلك لا تعالج الرعاية المدارة تعقيدات الحالات المزمنة، كما من أجل خفض التكاليف تميل إلى تقليل الوقت مع المرضى بدلًا من زيادته.

## نماذج العناية المزمنة
بدأ الباحثون في تطوير نماذج للرعاية لغاية تقييم وعلاج المصابين بأمراض مزمنة في الجزء الأخير من القرن العشرين، غالبًا ما كان باحثو التمريض مثل س. ويلارد وسي. إس. بوركهارت وسي. بيكر وبي. إن ستيرن وأي. إم. لوبكين وبي. د. لارسون في الخطوط الأمامية للرعاية الفعلية للمرضى الذين لديهم علاجات مستمرة لحلات مثل داء السكري أو الفشل الكلوي، ذكروا أنهم مروا بسلسلة من "المراحل" وأن المرضى خلال بعض هذه المراحل قد استجابوا لنفس التدخلات بشكل مختلف تمامًا.
قدم الأفراد الذين يعانون من أمراض مزمنة مثل سي. ريجيستر وإس ويلز تقارير مفصلة عن تجاربهم وتوصيات حول كيفية إدارة الحالات المزمنة، انتشرت الجمعيات لمن يعانون من حالات معينة (متلازمة شوغرن، ومتلازمة التعب المزمن، والاعتلال العصبي المحيطي، وما إلى ذلك) وانخرطت هذه الجمعيات في أعمال المناصرة وعملت كمراكز لتبادل المعلومات بالإضافة إلى أنها قد بدأت في تمويل البحوث.
قام إدوارد إتش واغنر الحاصل على دكتوراه في الطب وماجستير في الصحة العامة والمدير الفخري لمعهد ماك كول لابتكار الرعاية الصحية وكذلك المدير السابق للبرنامج الوطني لمؤسسة روبرت وود جونسون "تحسين رعاية الأمراض المزمنة" ومحقق فخري في معهد كايزر بيرماننتي واشنطن للأبحاث الصحية في سياتل بولاية واشنطن (معهد البحوث الصحية الجماعية سابقا) بتطوير نموذج الرعاية المزمنة أو CCM، يلخص CCM العناصر الأساسية لتطوير لتحسين الرعاية في النظم الصحية على مختلف المستويات، تتمثل هذه العناصر في كل من في المجتمع والنظام الصحي ودعم الإدارة الذاتية وتصميم نظام التسليم ودعم اتخاذ القرار بالإضافة إلى نظم المعلومات السريرية، تعزز مفاهيم التغيير القائمة على الأدلة في إطار كل عنصر مجتمعة التفاعلات المثمرة بين المرضى المطلعين الذين يقومون بدور نشط في رعايتهم ومقدمي الرعاية الذين يتمتعون بالموارد والخبرات. يمكن تطبيق نموذج الرعاية المزمنة على مجموعة متنوعة من الأمراض المزمنة وأماكن الرعاية الصحية والسكان المستهدفين والخلاصة هنا هم المرضى الأكثر صحة والمقدمين الأكثر رضى والمدخرات في التكاليف.
برنامج الإدارة الذاتية في ستانفورد هو برنامج مجتمعي للإدارة الذاتية يساعد الأشخاص المصابين بمرض مزمن على اكتساب الثقة في قدرتهم على السيطرة على أعراضهم والتحكم في كيفية تأثير مشاكلهم الصحية على حياتهم.
تُجري الشراكة من أجل الحلول وإيجاد أبحاثًأ لتحسين الرعاية ونوعية الحياة للأفراد الذين يعانون من حالات صحية مزمنة من خلال مؤسسة تعاونية بين جونز هوبكنز وروبرت وود جونسون
وصف بروكهاسكا وزملاؤه أثناء التحقيق في القضايا ذات الصلة بعلاج الإدمان نموذجًا نظريًا لتغيير السلوك بكونه عملية وليس حدثًا وقد دعوا إلى التقييم والعلاج على أساس مرحلة المريض في العملية.
طورت باتريشيا فينيل التي تعمل على تجارب التغيير المفروض (مثل المرض أو الحزن أو الصدمة)، يُسمى نموذج فينيل ذو المراحل الأربع للأمراض المزمنة، قالت فينيل إن الناس عادة ما يختبرون أربع مراحل حيث يتعلمون دمج قدراتهم الجسدية المتغيرة أو نظرتهم النفسية في شخصياتهم نمط حياتهم، المراحل الأربع هي: الأزمات والاستقرار والتكامل والحل. 
قامت شركة الخدمات المصرفية الاستثمارية وايت ماتاس بإنشاء مصطلح إدارة دورة الرعاية وهو عبارة عن نموذج أعمال للرعاية المزمنة يدمج إدارة الأمراض التداخلية مع تقديم الرعاية لإدارة رعاية المرضى ذوي التكلفة العالية.
قامت وحدة أبحاث السلوك البشري والصحة في فليندرز (مقرها في أديلاي بجنوب أستراليا) بتطوير برنامج ProgramTM وهو مجموعة عامة من الأدوات والعمليات من شأنها أن تسمح بتقييم سلوكيات إدارة الحالات المزمنة والتعرف المشترك على المشكلات وتحديد الأهداف مما يؤدي إلى وضع وتطوير خطط رعاية فردية بهدف رفع جودة الحياة للأشخاص الذين يعانون من مرض مزمن، تم تكييف برنامج فليندرز مع سياقات محددة لتلبية احتياجات السكان الأصليين الأستراليين والمحاربين القدامى.
قد تكون نماذج الرعاية المزمنة مثل تقديم برامج تدبير الأمراض المزمنة فعالة للمرضى الذين يعانون من حالات مزمنة طويلة الأمد، أما بالنسبة للمرضى الذين يعانون من الربو، فإن وجود برنامج منسق يضم العديد من المتخصصين في الرعاية الصحية يمكن أن يحدث تحسينات في جوانب مثل إدراك المرضى لجودة الحياة ، وعمل الرئة وشدة الربو لديهم.
أظهرت مجموعة من الدراسات أن إدارة الألم القائمة على اليقظة الذهنية الكاملة (MBPM) مفيد لأولئك الذين يعانون من الألم المزمن وغيره من الحالات طويلة الأجل.  

## أنظر أيضا
- العناية المزمنة
- ديسابوم
- DMAA: تحالف العناية المستمرة
- منزل طبي
- أمراض غير معدية

## روابط خارجية
- وحدة أبحاث السلوك البشري والصحة في فلندرز
- تحسين رعاية الأمراض المزمنة
- برنامج ستانفورد للإدارة الذاتية
- معهد ماك كول لابتكار الرعاية الصحية
- معهد بحوث المجموعة الصحية